# Craspedosis ernestina
Craspedosis ernestina är en fjärilsart som beskrevs av Stoll 1781. Craspedosis ernestina ingår i släktet Craspedosis och familjen mätare. Inga underarter finns listade i Catalogue of Life.

## Bildgalleri

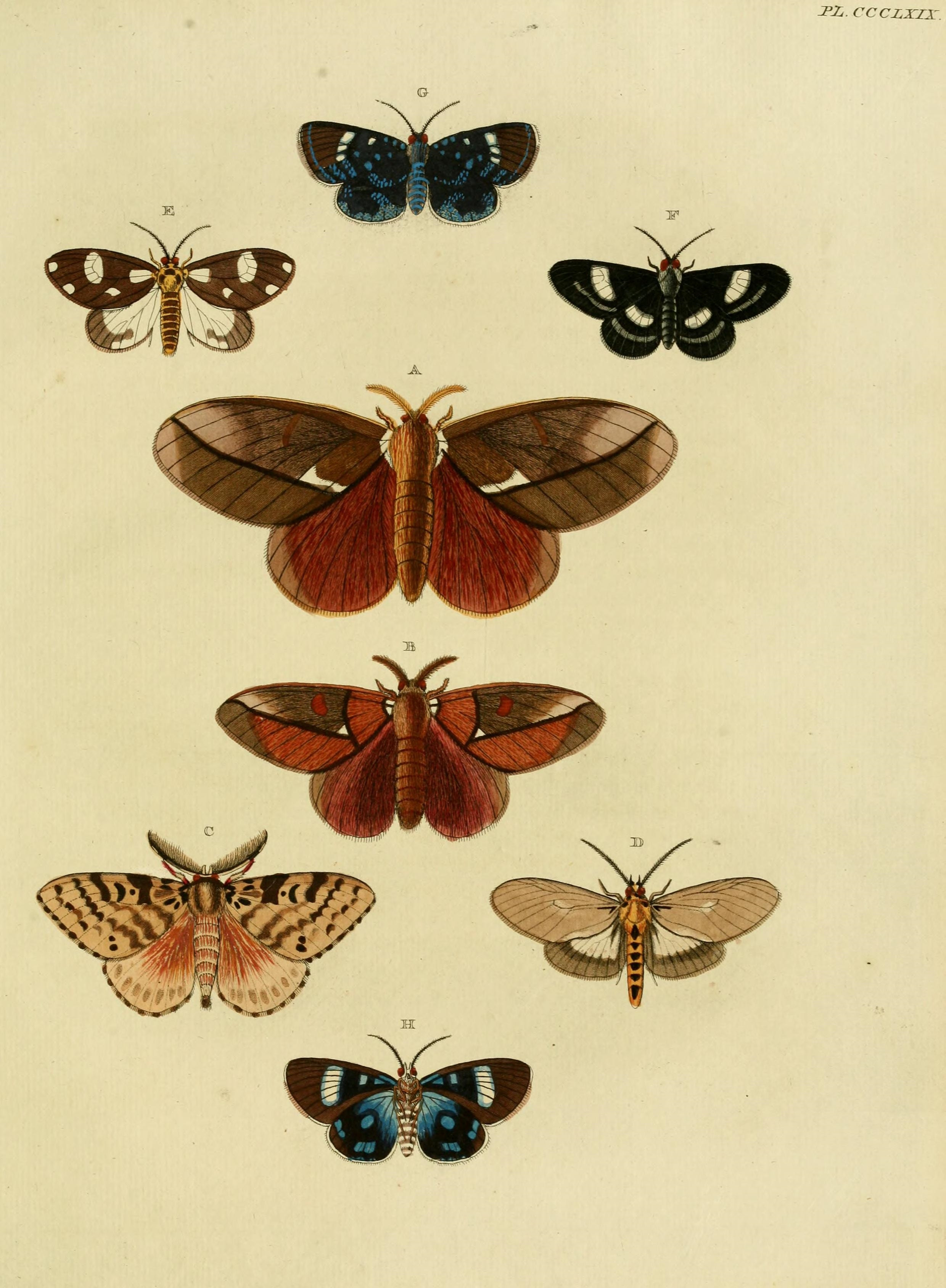